# Moray
Moray (gälisch Moireibh, lateinisch: Moravia) ist eine der 32 Council Areas in Schottland. Sie liegt im Nordosten des Landes und grenzt an Aberdeenshire und Highland. Der Verwaltungsbezirk umfasst Teile der traditionellen Grafschaften Banffshire, Inverness-shire, Morayshire und Nairnshire. Größte Stadt und Verwaltungszentrum der Region ist Elgin.

## Orte

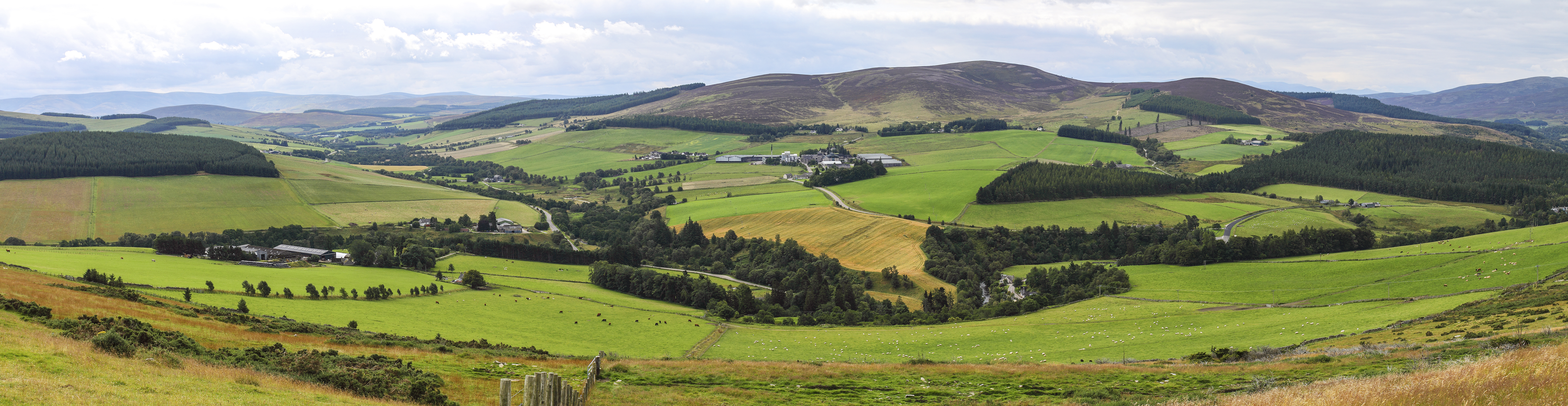
Glenlivet bei Ballindalloch (Bildmitte: Whiskydestillerie The Glenlivet)

| - Aberlour - Archiestown - Ballindalloch - Buckie - Burghead - Carron - Craigellachie - Cullen - Dallas - Dufftown - Elgin - Findhorn - Findochty - Fochabers | - Forres - Keith - Kinloss - Knockando - Lhanbryde - Lintmill - Lossiemouth - Maggieknockater - Mosstodloch - Mulben - Portknockie - Rothes - Tomintoul - Urquhart |

## Sehenswürdigkeiten
- Balvenie Castle
- Blairfindy Castle
- Cairngorms-Nationalpark
- Covesea Skerries Lighthouse
- Drumin Castle
- Drummuir Castle
- Keith and Dufftown Railway
- Letterfourie House
- Milton Tower
- Pluscarden Abbey
- Spynie Palace
- siehe auch Liste der Kategorie-A-Bauwerke in Moray

## Politik
Der Rat von Moray umfasst 26 Sitze, die sich wie folgt auf die Parteien verteilen:
| Partei       | Sitze |
| ------------ | ----- |
| SNP          | 9     |
| Unabhängig   | 8     |
| Conservative | 8     |
| Labour       | 1     |